# Lliga catalana d'hoquei sobre patins femenina 1991-1992
La Lliga catalana d'hoquei sobre patins femenina 1991-92 fou la tercera edició de la competició. Se celebrà des del febrer fins a l'abril de 1992 i fou organitzada per la Federació Catalana de Patinatge. Hi participaren vuit clubs i competiren en format de fase regular a doble volta, amb un total de catorze jornades.
Es proclamà campió la Unió Esportiva Hoquei Barberà, que guanyà el seu segon títol de Lliga catalana.

## Clubs participants
- Unió Esportiva Hoquei Barberà
- Club Hoquei Canet
- Club Hoquei Ciutat Badia
- Club Hoquei Corbera
- Club Natació Igualada
- Club Hoquei Lloret
- Club Hoquei Patins Sant Feliu
- Club Hoquei Santa Perpètua

## Taula de resultats
| Casa \ Fora       | BAR  | CAN  | CBA | COR  | IGU  | LLO  | STF  | STP  |
| ----------------- | ---- | ---- | --- | ---- | ---- | ---- | ---- | ---- |
| CH Barberà        | —    |      | 4–2 |      |      | 22–1 |      |      |
| CH Canet          | 6–12 | —    | 2–2 | 16–1 |      | 11–1 |      | 4–1  |
| CH Ciutat Badia   |      |      | —   |      | 6–4  | 8–0  | 6–1  | 10–0 |
| CH Corbera        | 0–13 | 0–15 | 1–6 | —    |      |      |      |      |
| CN Igualada       | 3–8  |      | 4–3 | 12–1 | —    |      |      |      |
| CH Lloret         |      |      |     | 4–2  | 3–13 | —    | 0–12 | 1–14 |
| CHP Sant Feliu    | 1–14 | 3–8  |     | 3–0  | 4–5  | 10–0 | —    |      |
| CH Santa Perpètua | 5–4  |      |     |      | 4–3  |      | 3–2  | —    |

## Classificació final
| Pos | Equip             | PJ | PG | PE | PP | GF | GC  | DG  | Pts |
| --- | ----------------- | -- | -- | -- | -- | -- | --- | --- | --- |
| 1   | UEH Barberà       | 9  | 7  | 0  | 2  | 85 | 21  | +64 | 14  |
| 2   | CN Igualada       | 10 | 6  | 0  | 4  | 60 | 39  | +21 | 12  |
| 3   | CH Ciutat Badia   | 10 | 7  | 1  | 2  | 60 | 17  | +43 | 15  |
| 4   | CH Santa Perpètua | 8  | 6  | 0  | 2  | 45 | 33  | +12 | 12  |
| 5   | CH Canet          | 10 | 6  | 1  | 3  | 73 | 38  | +35 | 13  |
| 6   | CHP Sant Feliu    | 10 | 3  | 0  | 7  | 39 | 47  | −8  | 6   |
| 7   | CH Lloret         | 11 | 2  | 1  | 8  | 21 | 112 | −91 | 5   |
| 8   | CH Corbera        | 9  | 0  | 1  | 8  | 8  | 81  | −73 | 1   |